# Любинє (громада)
Любинє (босн. Općina Ljubinje, серб. Општина Љубиње) — боснійська громада, розташована в регіоні Требинє Республіки Сербської. Адміністративним центром є місто Любинє.